# Wolfgang Zanger
Wolfgang Zanger (* 4. Dezember 1968 in Knittelfeld) ist ein österreichischer Politiker (FPÖ). Seit Oktober 2006 ist er Abgeordneter zum österreichischen Nationalrat.

## Biografie
Von 1975 bis 1979 besuchte Wolfgang Zanger die Volksschule in Knittelfeld und von 1979 bis 1987 das Bundesgymnasium bzw. Bundesrealgymnasium Knittelfeld. Von 1987 bis 1989 studierte er Technische Chemie in Graz. Anschließend leistete er den Präsenzdienst und war ab 1990 als Bankangestellter tätig.
Er ist seit 2018 in zweiter Ehe verheiratet und hat zwei Söhne aus erster Ehe.
Zanger ist Mitglied der Schülerverbindung pennales Corps Austria Knittelfeld im ÖPR sowie des Akademischen Corps Vandalia Graz im KSCV.

## Politischer Werdegang
Im Jahr 2001 trat er in die FPÖ Knittelfeld als stellvertretender Bezirksobmann ein. Er ist Ortsgruppenobmann in Lobmingtal; ab 2005 Gemeinderat in Großlobming und Bezirksobmann der FPÖ Knittelfeld.
Er wurde bei der Nationalratswahl 2006 für die FPÖ in den österreichischen Nationalrat gewählt. Als Abgeordneter kam er seither mehrmals wegen seiner derben Wortwahl in parlamentarischen Debatten unter Kritik.

## Kontroversen
Zanger sorgte am 7. November 2006 mit einem Interview in der ORF-Sendung Der Report für Aufregung, als er die Geschichte einer deutschen Zeitzeugin des NS-Regimes wiedergab, die nicht nur schlechte Seiten am damaligen Regime sah, sondern auch Positives berichtete. Auf die Frage, „ob es denn auch gute Seiten am Nationalsozialismus gegeben hat“, meinte Zanger: „Natürlich hat es gute Seiten am Nationalsozialismus gegeben, nur die hören wir heute alle nicht mehr. Alle lechzten nach Beschäftigung, nach ein bisschen Hoffnung, und als dann der Führer gekommen ist, der dann angefangen hat mit verschiedenen Bauideen oder Straßenbau – die Autobahnen sind damals entstanden –, das hat den Leuten Hoffnung gegeben. Und ich glaube schon, dass in so einer Situation, wo man wirklich ganz unten ist, die Leute dieses alles dankbar aufnehmen.“
2016 war Zanger Redner auf einer Veranstaltung der rechtsextremen Identitären Bewegung.
Ende Oktober 2019 geriet Zanger in die Kritik, nachdem Texte aus einem aus dem Jahr 2005 stammenden Liederbuch des deutschnationalen pennalen Corps Austria zu Knittelfeld (laut Zanger ein Geschenk der Grazer Burschenschaft Cheruskia) über die Kronen Zeitung an die Öffentlichkeit geraten waren. In einem der Lieder heißt es „Heil Hitler, ihr alten Germanen“, in einem anderen wird Österreich als „Land der Schieber“, „Land der Kriecher“ und „Schmiergeldreich“ bezeichnet. Ein weiteres Lied bezeichnet „Rothschild“ als das „größte Schwein“ (Der Name der Rothschild-Familie ist in rechtsextremen Kreisen ein Synonym für eine vermeintliche jüdische Weltverschwörung und Geldgier). Zanger ist Mitglied des betreffenden Corps und gab zu, selbst ein Exemplar dieses Liederbuchs zu besitzen. Er distanzierte sich von Nationalsozialismus und Antisemitismus im Allgemeinen, nicht jedoch von dem Liederbuch, denn, so Zanger, er könne sich nicht von etwas distanzieren, das er nicht selbst verfasst habe. Er müsse „mal wieder herhalten“ als „Feind Nummer 1“. Im Dezember 2019 gab der Nationalrat einem Ersuchen der Staatsanwaltschaft Leoben statt, die gegen Zanger wegen des Verdachts eines Verstoßes gegen das Verbotsgesetz ermittelte. Das Verfahren wurde am 26. April 2021 eingestellt.

## Auszeichnungen
- 2017: Großes Goldenes Ehrenzeichen für Verdienste um die Republik Österreich[9]